# Guerras búlgaro-bizantinas
Las guerras búlgaro-bizantinas fueron una serie de conflictos armados entre bizantinos y búlgaros. Los enfrentamientos comenzaron cuando un grupo de protobúlgaros procedente de Crimea se asentó en la península balcánica en el siglo V y comenzó a expandirse hacia el sureste después de 680, dirigidos por el kan Asparukh. A lo largo del siglo siguiente, búlgaros y bizantinos continuaron peleando hasta que los búlgaros, dirigidos por Krum consiguieron derrotar a los bizantinos. Tras la muerte de Krum en 814, su hijo Omurtag, firmó una paz con Bizancio que duró treinta años. En 893, durante otra fase de guerra intensa, Simeón I, zar búlgaro, derrotó de nuevo a los bizantinos en su intento de formar un gran imperio en Europa Oriental, aunque fracasó en última instancia.
En 971, Juan I Tzimisces, emperador bizantino, consiguió dominar la mayor parte del Imperio búlgaro tras derrotar a Boris II y conquistar la capital Preslav. Basilio II completó la conquista de Bulgaria en 1018, tras su victoria en la batalla de Clidio. Durante las décadas siguientes se produjeron numerosas revueltas contra el poder bizantino, pero no fue hasta 1185 cuando Teodoro Pedro e Iván Asen I consiguieron sacudirse el yugo de Constantinopla, aprovechando las disputas dinásticas en el Imperio bizantino.
Después de la conquista de Constantinopla por los cruzados en 1204, Kaloján, el emperador búlgaro, trató de entablar relaciones amistosas con el recién creado Imperio latino, pero los cruzados rechazaron cualquier acercamiento. Ante el rechazo sufrido, Kaloján se alió con el Imperio de Nicea, uno de los estados bizantinos creados tras la caída de Constantinopla, contra el poderío cruzado. Tras el colapso del Imperio latino, los bizantinos, aprovechando la guerra civil que atravesaban los búlgaros, conquistaron partes de Tracia, aunque fueron recuperadas poco después por el emperador Teodoro Svetoslav. Las relaciones búlgaro-bizantinas siguieron siendo inestables hasta que el nuevo poder de los otomanos destruyó el Imperio búlgaro en 1422 y el Bizantino en 1453.

## La guerra de Asparukh
El primer encontronazo entre protobúlgaros y bizantinos se produjo cuando Asparukh de Bulgaria, hijo del kan Kubrat emigró hacia el oeste, ocupando el sur de la actual Besarabia. Asparukh derrotó a los bizantinos de Constantino IV, que había atacado a los invasores simultáneamente por tierra y por mar, consiguiendo sitiarlos en el campamento fortificado de Ongala. Sin embargo, la retirada de Constantino IV por problemas de salud, hizo cundir el pánico en sus tropas, momento que aprovecharon los protobúlgaros de Asparukh para derrotarlos en la batalla de Ongala. En 681, Constantino tuvo que reconocer al estado búlgaro de Moesia y aceptar el pago de tributos como medio para evitar las incursiones búlgaras en la Tracia bizantina. Ocho años después, Asparukh encabezó nuevas campañas contra la Tracia Bizantina.

## Las guerras de Tervel
Tervel aparece mencionado en los textos bizantinos en 704, cuando el depuesto emperador Justiniano II solicitó su ayuda para recuperar el trono de Bizancio a cambio de colaboración, regalos y la mano de su hija. Con un ejército de caballería de quince mil hombres que le facilitó Tervel, Justiniano avanzó sobre Constantinopla y consiguió entrar en la ciudad en 705. El restaurado emperador ejecutó a sus usurpadores Leoncio y Tiberio III junto con muchos de sus seguidores. Después, concedió a Tervel el título de Kaisar (César), lo que le colocaba inmediatamente por debajo del emperador y territorios en el noreste de Tracia, en la región de Zagore. Se desconoce si Tervel llegó efectivamente a casarse con Anastasia, la hija de Justiniano.
Sin embargo, apenas tres meses después, Justiniano infringió el acuerdo, iniciando operaciones militares en el área cedida a Tervel. Este lo derrotó en la batalla de Anchialus en 708. En 711, Justiniano II solicitó nuevamente el apoyo de Tervel para sofocar una importante revuelta en Asia menor, pero solo obtuvo una tibia respuesta por parte del búlgaro, que puso a su disposición un ejército de tres mil hombres. Tras ser derrotado por Filípico, Justiniano II fue capturado y ejecutado, permitiéndose a las fuerzas búlgaras retirarse a sus territorios. Tervel aprovechó el desorden interno de los bizantinos para saquear Tracia en 712, llegando a las puertas de Constantinopla.
Según la información cronológica del Imennik, Tervel habría muerto en 715. Sin embargo, el cronista bizantino Teófanes el Confesor nos muestra a Tervel interviniendo en la restauración del depuesto emperador Anastasio II en 718 o 719. Si Tervel hubiera estado vivo entonces, estaríamos hablando del gobernante búlgaro que firmó un nuevo tratado con el emperador Teodosio III en 716 (confirmando el pago anual de tributos a Bulgaria, las concesiones territoriales en Tracia y regulando el comercio y la situación de los refugiados políticos) y que ayudó levantar el segundo asedio árabe de Constantinopla por tierra en los años 717-718. Según Teófanes, los búlgaros masacraron a veintidós mil árabes en la batalla.

## Las guerras de Constantino V

Búlgaros y bizantinos en lucha.

Tras la muerte de Sevar, Bulgaria se sumió en un largo periodo de crisis e inestabilidad, mientras los bizantinos consolidaban sus posiciones. Entre 756 y 775, el nuevo emperador de Bizancio, Constantino V realizó nueve campañas militares contra su vecino del norte para establecer la frontera bizantina en el río Danubio. Los frecuentes cambios de gobernante (ocho kanes en veinte años) y la continua crisis política pusieron a Bulgaria al borde de la destrucción
En su primera campaña, en 756, Constantino V derrotó a los búlgaros en dos ocasiones, aunque en 759, el kan Vinekh consiguió una brillante victoria en el batalla del paso de Rishki. Vinekh trató entonces de firmar la paz con los bizantinos, pero fue asesinado por sus propios nobles. El nuevo gobernante, Telets, fue derrotado en la batalla de Aqueloo en 763. Durante sus siguientes campañas, ninguno de los bandos consiguió ventajas significativas, ya que los bizantinos no podían atravesar las montañas de los Balcanes y su flota resultó destruida por violentas tormentas (dos mil seiscientos ahogados en una de ellas, en 765,). En 774 consiguieron derrotar a los búlgaros en Berzitia, pero aquí terminarían sus éxitos: a consecuencia de la derrota, los búlgaros reforzaron su seguridad para librarse de los espías bizantinos. El kan Telerig envió una nota secreta a Constantino, informándole de sus intenciones de huir de Bulgaria y buscar su protección, y solicitando garantías de hospitalidad. Telerig consiguió que el emperador desvelara la identidad de sus agentes en Bulgaria, que fueron apresados y ejecutados. La represalia bizantina quedó paralizada tras la muerte de Constantino V en 775.

## Las represalias fallidas de Constantino VI
En 791, el nuevo emperador Constantino VI se embarcó en una expedición contra Bulgaria en represalia por los asaltos búlgaros al valle de Struma. Kardam anticipó la invasión bizantina y fue al encuentro del enemigo en Adrianópolis, Tracia, donde derrotó y puso en fuga a los bizantinos.
En 792, Constantino encabezó otro ejército contra Bulgaria. En esta ocasión, acampó en Marcellae, cerca de Karnobat, y se fortificó. Kardam llegó a la zona el 20 de julio y ocupó las colinas cercanas. Después de algún tiempo observándose y midiéndose, Constantino VI atacó, pero las fuerzas bizantinas perdieron el orden y fueron derrotadas nuevamente (batalla de Marcellae). Kardam capturó la tienda imperial y a los sirvientes del emperador. Tras su regreso a Constantinopla, el emperador bizantino firmó un tratado de paz y se comprometió a pagar tributo anual a Bulgaria.
Para 796, el Gobierno imperial se negó a pagar el impuesto y Kardam reclamó su tributo, amenazando con devastar Tracia si no cobraba. Según Teófanes el Confesor, Constantino VI se burló de los búlgaros, enviando estiércol en lugar de oro como «pago apropiado», y prometiendo realizar una expedición contra el anciano Kardam. Nuevamente, los dos ejércitos se encontraron en las cercanías de Adrianópolis, y durante diecisiete días permanecieron a la expectativa, mientras sus jefes, probablemente, negociaban. Finalmente, ambos ejércitos se retiraron y se mantuvieron los acuerdos de 792.

## Las guerras del kan Krum
El kan Krum desarrolló una agresiva política exterior en los Balcanes, asaltando el valle de Struma en 807, Derrotó a un ejército bizantino y logró un enorme botín de oro destinado a pagar los sueldos de todo el ejército bizantino. En 809, Krum sitió y rindió la ciudad de Serdica (Sofía); pasó por las armas a los miembros de la guarnición bizantina, pese a su promesa de respetarles la vida. Esto provocó la reacción del emperador Nicéforo I, que procedió a asentar a las poblaciones Anatolias a lo largo de la frontera para protegerla. Intentó también recuperar Serdica, aunque sin éxito.

### Conflicto con Niceforo I
A comienzos de 811, el emperador Nicéforo I organizó una masiva expedición contra Bulgaria y avanzó hasta llegar a Marcellae (cerca de Karnobat). Krum intentó negociar el día 11 de julio, pero Nicéforo estaba decidido a continuar su avance. Logró evitar las emboscadas búlgaras en la cordillera de los Balcanes y derrotó a un ejército de doce mil hombres que trató de detener su avance hacia Moesia. Otro ejército de cincuenta mil hombres fue derrotado ante los muros de Pliska, que fue conquistada por el emperador el 20 de julio. Nicéforo, que había sido ministro de hacienda, aprovechó entonces para llevarse el tesoro de Krum. Una nueva tentativa diplomática de Krum fue rechazada, tras lo que el bizantino ordenó a su ejército matar a la población.
Cada vez más preocupado ante la creciente indisciplina de sus tropas, Nicéforo inició la retirada hacia Tracia. Mientras tanto, Krum movilizó a toda la población búlgara, incluyendo a las mujeres, y empezó a preparar trampas y emboscadas contra los imperiales en los pasos de montaña. Al amanecer del 26 de julio, los bizantinos se encontraron atrapados contra entre un foso y una empalizada en el paso de Vărbica. Nicéforo resultó muerto en la batalla al igual que muchos de sus hombres; su hijo Staurakios fue puesto a salvo por la guardia imperial tras haber recibido una herida en el cuello que le paralizó. Según la tradición, Krum recubrió de plata el cráneo de Nicéforo y lo utilizó como copa. Esto reforzó su reputación de brutalidad y le confirió el apelativo de "nuevo Senaquerib".

### Miguel I Rangabé

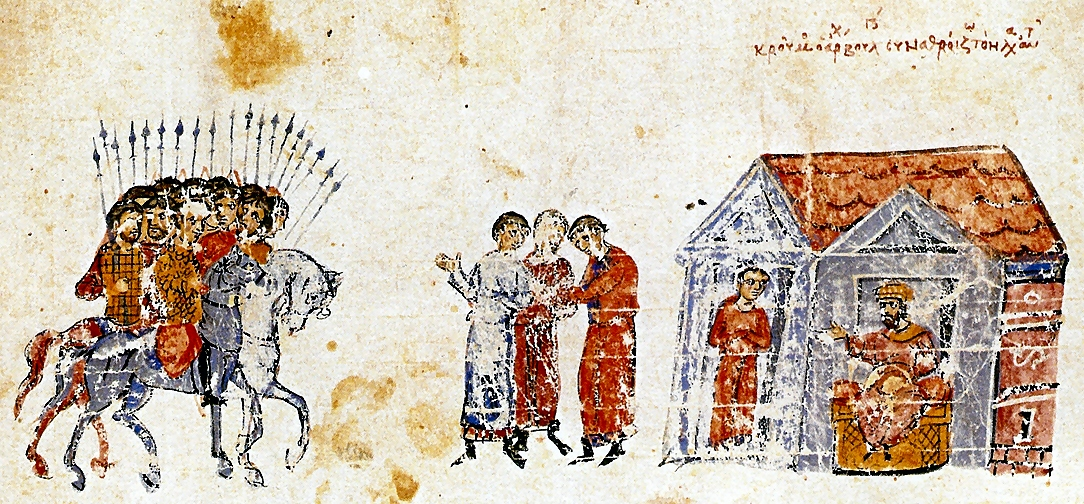
Krum reúne a su ejército para derrotar a los bizantinos

Staurakios abdicó tras un breve reinado (murió en 812 a causa de las heridas infligidas por los búlgaros) y fue sucedido por su cuñado Miguel I Rangabé. En 812, Krum invadió la Tracia bizantina, capturando Develtos y aterrorizando a la población local, que huyó hacia Constantinopla. Desde esta posición, Krum ofreció volver a las condiciones pactadas en 716. El nuevo emperador Miguel I rechazó la propuesta, especialmente a la cláusula de intercambio de desertores. Para presionar aún más al emperador, Krum sitió y tomó Mesembria (Nesebar) en el otoño de 812
En febrero de 813, los búlgaros asaltaron nuevamente Tracia, pero fueron rechazados por los ejércitos imperiales. Animado por este éxito, Miguel I reunió tropas de todo el imperio y marchó hacia el norte en busca de una victoria decisiva. Krum dirigió a su ejército hacia Adrianópolis, y acampó cerca de Versinikia. Miguel I dispuso a su ejército contra los búlgaros, pero ningún bando se movió en dos semanas. Finalmente, el 22 de junio de 813, los bizantinos atacaron, pero fueron puestos en fuga inmediatamente. Tras la derrota, los búlgaros persiguieron a los bizantinos hasta Constantinopla, a la que pusieron sitio. El emperador Miguel I abdicó y se hizo monje, siendo el tercer emperador bizantino eliminado por Krum.

### León V el Armenio
El nuevo emperador, León V inició negociaciones y acordó una entrevista con Krum. Cuando el búlgaro llegó, fue emboscado por los arqueros bizantinos y resultó herido durante la huida. Furiosos, Krum saqueó los alrededores de Constantinopla y partió de vuelta, tomando Adrianópolis y asentando a sus habitantes (incluyendo a los padres del futuro Basilio I) al otro lado del Danubio. Pese a la cercanía del invierno, Krum aprovechó el buen tiempo para enviar una fuerza de treinta mil hombres a Tracia, que conquistó Arcadiópolis (Lüleburgaz) e hizo cincuenta mil cautivos. Esto contribuyó a llenar las arcas de Krum y de la nobleza búlgara y permitió reconstruir Pliska, gracias al trabajo de artesanos bizantinos presos.
Krum pasó el invierno preparando el asalto a Constantinopla, donde circulaban rumores acerca de la existencia de material de asedio que llenaba cinco mil carros. Sin embargo, Krum falleció antes del inicio de la campaña, el 13 de abril de 814, sucediéndole su hijo Omurtag.

### El tratado de Omurtag

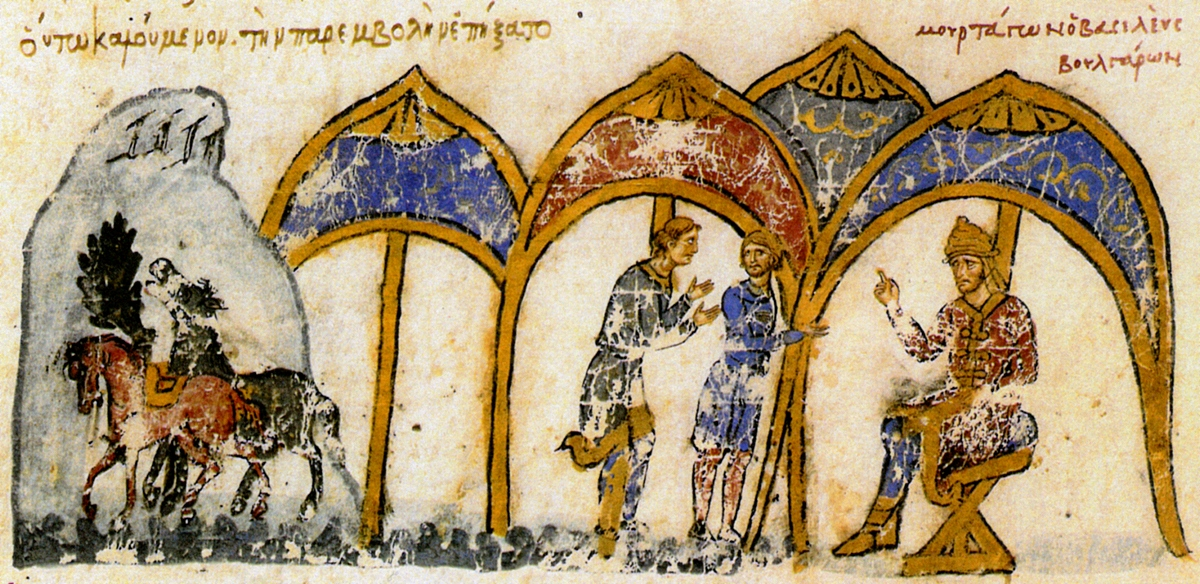
Omurtag enviando una delegación a Bizancio.

El reinado de Omurtag se inició con la invasión del Imperio bizantino, tras rechazar las ofertas de paz de los imperiales. Los búlgaros llegaron hasta Bulgarophygon, actual Babaeski, donde fueron derrotados por León V y Omurtag tuvo que darse a la fuga. Aunque no fue una batalla realmente importante, sí afectó a la moral de las tropas.
La posible alianza antibúlgara de los imperios bizantino y franco, la necesidad de consolidar la autoridad búlgara en los nuevos territorios conquistados y la nueva amenaza de las tribus de las estepas llevó a Omurtag a firmar un tratado de paz con Bizancio de treinta años de duración en 815, que fue esculpido en una columna cerca de la aldea de Seltsi, en la provincia de Shumen. Según esta inscripción, el tratado delimitaba la frontera de Tracia, trataba de la cuestión de los eslavos que permanecían en Bizancio y el intercambio de prisioneros de guerra. El tratado fue ratificado por ambos bandos y renovado en 820 cuando Miguel II ascendió al trono. En 823, Tomás el Eslavo se rebeló contra la autoridad imperial y puso sitio a Constantinopla. Omurtag envió un ejército para ayudar al emperador Miguel II, que consiguió vencer a los rebeldes y sofocar la rebelión.

## Guerra con Teófilo
Una vez expirado el tratado de paz de veinte años entre el Imperio bizantino y los búlgaros, el nuevo emperador Teófilo saqueó el interior de Bulgaria en 836. Los búlgaros respondieron, dirigidos por Isbul, ministro del kan Malamir, llegando hasta Adrianópolis. Por esta época se produjo la anexión de Filipópolis (Plovdiv) y sus contornos al Imperio búlgaro. Durante este período se erigieron numerosas inscripciones conmemorativas de las victorias búlgaras y de las actividades constructivas en el entorno de la capital, Pliska. La guerra concluyó cuando los eslavos que vivían en las proximidades de Tesalónica se rebelaron contra el Imperio bizantino en 837.
Teófilo buscó entonces el apoyo búlgaro para sofocar la rebelión, pero, paralelamente dio órdenes a su flota de remontar el Danubio y evacuar clandestinamente a los prisioneros bizantinos de guerra que habían sido establecidos en la Bulgaria transdanubiana por Krum y Omurtag. En represalia, Isbul lanzó una campaña a lo largo de las costas del mar Egeo en Tracia y Macedonia y tomó la ciudad de Philippi, donde levantó una inscripción conmemorativa. El resultado final fue el establecimiento de la soberanía búlgara sobre la tribu eslava de los Smoljani.

## Guerras de Boris I

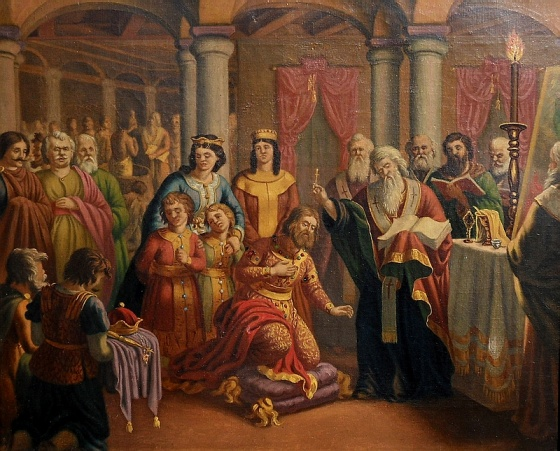
Pintura de Nikolai Pavlovich representando el bautismo forzado de Boris I con el cual rompería relaciones con el Imperio Carolingio a cambio de la entrega de Zagora por parte del Imperio Bizantino.

Pese a ser un hábil diplomático y hombre de estado, y al papel jugado en la conversión de Bulgaria al Cristianismo, Boris I de Bulgaria no fue un jefe militar particularmente exitoso, siendo derrotado en varias ocasiones por francos, croatas, serbios y bizantinos.

### Las guerras de la década de 850
Poco después de su ascenso al poder, Boris lanzó una breve campaña contra Bizancio en 852. No tenemos demasiados detalles de los acontecimientos, aunque es probable que consiguiera ganar algunos territorios en Macedonia.
En 855 estallaron nuevamente los conflictos entre bizantinos y búlgaros. El Imperio estaba deseoso de recuperar las tierras interiores de Tracia y los puertos en torno al golfo de Burgas en el mar Negro. Las fuerzas bizantinas, encabezadas por el emperador Miguel III y el césar Bardas consiguieron recuperar las ciudades de Filipópolis, Develtus, Anchialus y Mesembria entre otras, así como la zona fronteriza entre Sider y Develtus, conocida como Zagora en el nordeste de Tracia. Los búlgaros, entretanto, estaban distraídos por la guerra entre el Imperio Franco de Luis el Germánico y los croatas.

### Bautismo de Boris y consecuencias
En 863, Boris I tomó la decisión de abrazar el Cristianismo, solicitando a los francos el envío de una misión. Los bizantinos, por su parte, no estaban dispuestos a tolerar que un vecino tan próximo como Bulgaria cayese bajo la influencia religiosa del Imperio carolingio. Bizancio había conseguido recientemente una gran victoria contra los árabes, lo que le permitía disponer de un elevado contingente de tropas para lanzarlas contra los búlgaros. Mientras que el grueso del ejército de Boris se encontraba en el norte, luchando en la Gran Moravia, Miguel III cruzó el mar Negro con un gran ejército para invadir el país, y Boris no tuvo otro remedio que ceder. Rompió sus tratados con los francos, permitió al clero griego entrar en Bulgaria, y recibió el bautismo en una ceremonia en la que Miguel III ejerció como padrino, tomando su nombre. A cambio de su conversión, los búlgaros recuperaron Zagora.

## Las ambiciones imperiales de Simeón I

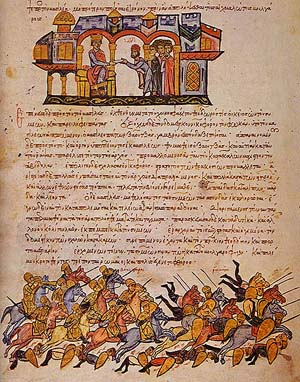
Los búlgaros derrotan a las fuerzas bizantinas en Bulgarófigo en 896.

Con la ascensión al trono de Simeón I en 893, la larga paz con los bizantinos estaba a punto de acabar. El primer enfrentamiento surgió cuando el emperador bizantino León VI el Sabio, actuando por la presión de su esposa Zoe Karbonopsina y del padre de esta, trasladó el lugar de comercio de bienes búlgaros de Constantinopla a Tesalónica, donde los mercaderes búlgaros estaban sujetos a gravosos impuestos. Obligado a actuar, Simeón invadió el Imperio bizantino desde el norte en el otoño de 894 sin apenas oposición, ya que las fuerzas bizantinas se hallaban concentradas en el este de Anatolia para detener las invasiones árabes. Informado de la ofensiva búlgara, el sorprendido León envió un ejército compuesto por guardias y otras unidades militares de la capital para detener a Simeón, pero sus tropas fueron derrotas en la thema de Macedonia. Los húngaros al servicio del imperio consiguieron vencer a Simeón en dos ocasiones, pero en 896 fueron derrotados en la batalla del Buh meridional. La guerra concluyó en 896 con una gran victoria búlgaro cerca de Burgarófigo en la Tracia Oriental. El mercado búlgaro regresó a Constantinopla y el emperador bizantino se vio obligado a pagar tributo anual a Bulgaria. Y lo que es más, con la ayuda de los pechenegos, Simeón consiguió desbaratar una invasión húngara planeada en cooperación con Bizancio.

Mapa del progreso de la batalla de Aqueloo o Anquialo.

Tras la muerte de León V el 11 de mayo de 912, su hijo, el niño Constantino VII, fue proclamado coemperador junto al hermano de León, Alejandro III. Simeón I reclamó para sí el título de zar, con la idea de construir un nuevo Estado imperial que reemplazara a Bizancio como la gran potencia de Europa Oriental. La muerte de Alejandro el 6 de junio de 913 sumió a Constantinopla en la anarquía, y proporcionó a Simeón la oportunidad de alcanzar sus objetivos. Entre julio y agosto de 913, el búlgaro inició un contundente ataque, que le permitió llegar a las puertas de la capital sin apenas oposición. En aquel momento, el poder estaba en manos de un consejo presidido por el patriarca de Constantinopla Nicolás I el Místico, que se prestó rápidamente a negociar con Simeón. El resultado de las conversaciones fue el pago bizantino de los tributos atrasados, el matrimonio concertado de Constantino VII con una de las hijas de Simeón y, lo más importante de todo, el reconocimiento oficial de Simeón I como zar de los búlgaros por el patriarca Nicolás en el Palacio de Blanquerna. Hasta el final de su reinado, Simeón utilizaría el título de «zar de los búlgaros y de los romanos».
Poco después de la estancia de Simeón en Constantinopla, Zoe, la madre de Constantino VII retornó a la capital. Zoe había sido expulsada por su cuñado, el fallecido emperador Alejandro III, pero regresó a instancias de su hijo y eliminó inmediatamente a todos los regentes. En febrero de 914 se alzó de nuevo con el poder mediante conspiración, expulsado al patriarca Nicolás, anulando todos los pactos con Simeón y negándose a reconocer su título imperial. Simeón I respondió invadiendo Tracia en el verano de 914 y capturando Adrianópolis. En 917, un gran ejército bizantino mandado por León Focas, hijo de Nicéforo Focas, invadió Bulgaria, mientras que una flota bizantina al mando de Romano Lekapenos se dirigía a los puertos búlgaros del mar Negro. Durante su marcha hacia Mesembria (Nesebǎr), donde se les unirían los refuerzos que traía la armada, los hombres de Focas se detuvieron para descansar a orillas del río Aqueloo, en las cercanías de Anchialos (Pomorie). Conocido esto por Simeón, atacó a los soldados bizantinos cuando estaban descansando, destrozando completamente a los ejércitos imperiales en la batalla de Aqueloo el 20 de agosto de 917, una de las mayores batallas de la Edad Media.
Como resultado, Simeón pudo contar con el apoyo de los caudillos pechenegos e inició una gran ofensiva contra las posesiones bizantinas en Europa. Entretanto, los búlgaros se lanzaron en persecución de lo que quedaba del ejército bizantino, que se había agrupado bajo León Focas en la población de Katasirta, junto a Constantinopla. Allí, los búlgaros derrotaron nuevamente a los bizantinos en la batalla de Katasyrtai, dejando libre el camino a Constantinopla. Sin embargo, una serie de ataques serbios desde el oeste, obligó a las fuerzas de Simeón a replegarse, lo que permitió a los bizantinos ganar un tiempo precioso para organizar sus defensas.
Simeón había desarrollado una agresiva política contra los principados Serbios del oeste, tradicionales aliados de Bizancio. Las tropas búlgaras dirigidas por Teodoro Sigritsa y Marmais invadieron repetidamente el territorio serbio, deponiendo a gobernantes como Petar Gojniković y Pavle Branović. Mientras tanto, Romano Lecapeno había reemplazado en 919 a la reina madre Zoe como regente del joven Constantino VII y alcanzó el rango de coemperador en diciembre de 920 con el nombre de Romano I. Incapaz de alcanzar el trono bizantino por medios diplomáticos, Simeón inició una nueva guerra con Bizancio para lograr sus fines. Entre 920 y 922, Bulgaria aumentó su presión sobre el Imperio bizantino, lanzando campañas en el oeste contra Tesalia, alcanzando el Istmo de Corinto y en el este contra Tracia, llegando a cruzar los Dardanelos y sitiando Lámpsaco. Los ejércitos búlgaros llegaron ante las puertas de Constantinopla en 921, exigiendo la deposición de Romano I y tomando Adrianópolis y en 922 cuando, tras su victoria en la batalla de Pegai, devastaron el Cuerno de Oro y tomaron la antigua ciudad de Bizye.

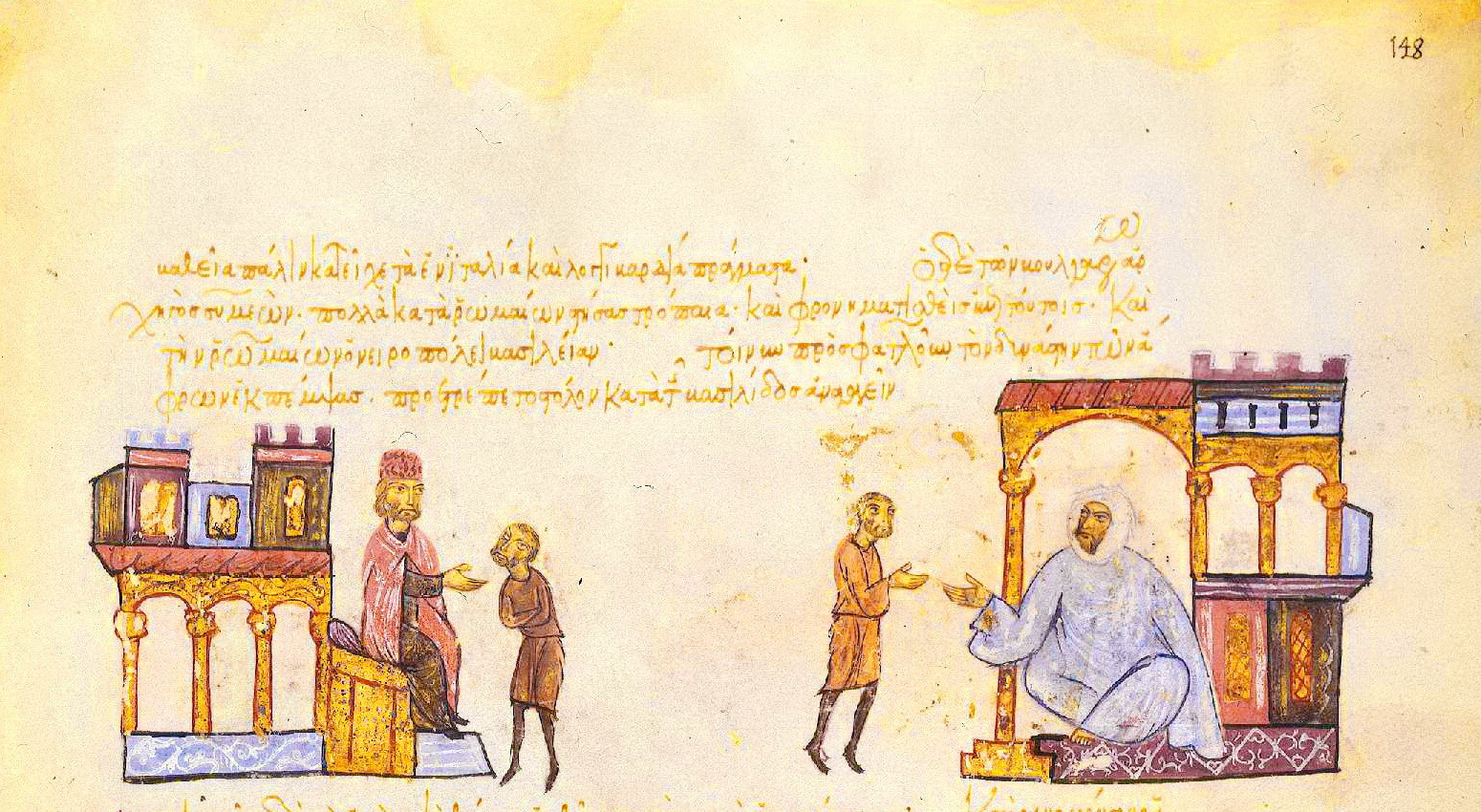
Simeón envía delegados a los fatimíes, miniatura del Madrid Skylitzes.

Desesperado por conquistar Constantinopla, Simeón preparó una gran campaña para 924 y envió delegados al califa fatimí Ubayd Allah al-Mahdi Billah, poseedor de una gran armada que el zar búlgaro necesitaba. El califa accedió y envió a sus propios representantes de vuelta con la delegación búlgara para establecer los términos del acuerdo. Sin embargo, la misión fue capturada por los bizantinos en Calabria. Romano I ofreció entonces la paz a los árabes, redondeando su oferta con gran cantidad de regalos, y consiguió anular la alianza de estos con Bulgaria.
En 924, Simeón mandó un ejército acaudillado por Časlav Klonimirović contra su antiguo aliado Zaharije Pribisavljević, que tuvo que huir a Croacia. En el verano de ese mismo año, Simeón llegó a Constantinopla y demandó ver al patriarca y al emperador. Parlamentó con Romano en el Cuerno de Oro el 9 de septiembre de 924 y acordó una tregua, por la cual Bizancio pagaría un impuesto anual a Bulgaria a cambio de la devolución de varias ciudades de la costa del mar Negro. En 926 las tropas de Simeón invadieron Croacia, por aquel entonces aliado de los bizantino, pero fueron detenidas por las tropas del rey Tomislav, que los derrotó en la batalla de Bosnia. Sin embargo, ante la posibilidad de que los búlgaros tomaran represalias, Tomislav anuló su alianza con los bizantinos y aceptó un tratado de paz según las condiciones negociadas por el legado papa Madalberto.
El 27 de mayo de 927, Simeón fallecía de un ataque al corazón en su palacio de Preslav tras catorce años de guerra contra el Imperio bizantino.

## Pedro I de Bulgaria y sus relaciones con los bizantinos

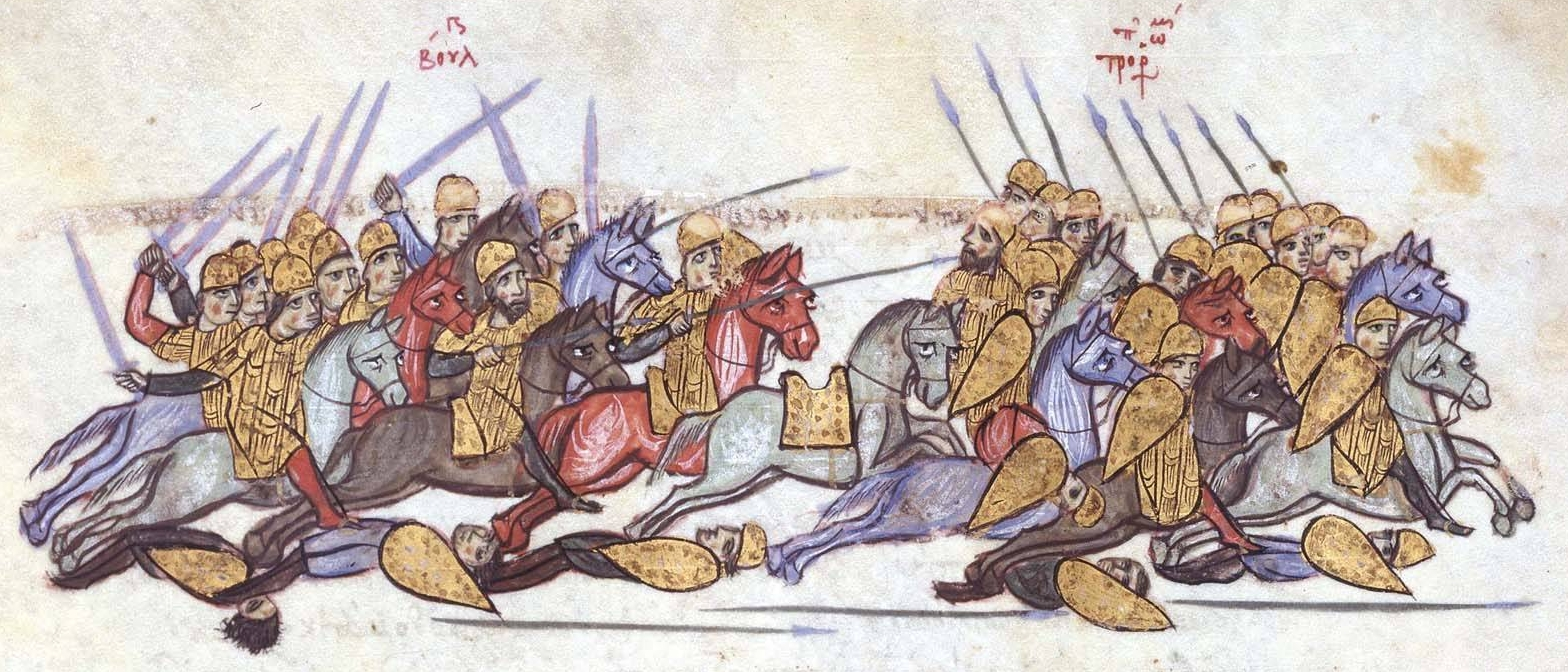
Victoria búlgara en Anchialos

Poco después de su ascensión al trono, Pedro I, hijo de Simeón I, reinició las hostilidades y atacó la Tracia bizantina. Tras esta demostración de fuerza, Pedro envió una misión diplomática a Constantinopla para negociar la paz, que fue firmada confirmando las fronteras definidas en los Tratados de 897 y 904. Los territorios conquistados por Simeón en Tracia fueron reincorporados al Imperio bizantino que, a cambio, reconoció el control búlgaro sobre el interior de Macedonia. Además, se concertó el matrimonio entre Pedro y María Lecapena, nieta de Romano I, se estableció un tributo anual en favor de Bulgaria y se reconoció el título de zar para los dirigentes búlgaros y la autocefalía de la Iglesia ortodoxa búlgara. Esta paz duraría hasta 966.
Tras la muerte de la emperatriz a mediados de la década de los 60, el emperador bizantino Nicéforo II Focas se negó a pagar tributo a Bulgaria, con la excusa de una alianza entre búlgaros y magiares y desplegó sus fuerzas en la frontera. Descartado el ataque directo, Nicéforo II despachó un enviado al príncipe Sviatoslav Igorevich del Principado de Kiev para acordar un ataque kievano contra Bulgaria desde el norte. Sviatoslav preparó rápidamente un gran ejército y derrotó a los búlgaros sobre el Danubio, haciéndose con ochenta fortalezas búlgaras en 968. Sorprendidos por el éxito de su aliado y suspicaces acerca de sus verdaderas intenciones, el emperador Nicéforo II decidió firmar la paz con Bulgaria, concertando el matrimonio de sus pupilos, los niños emperadores Basilio II y Constantino VIII con dos princesas búlgaras. Dos de los hijos de Pedro I fueron enviados a Constantinopla como negociadores y rehenes honorarios. Mientras tanto, Pedro logró poner neutralizar la amenaza de los kievanos gracias a la ayuda de sus aliados tradicionales, los pechenegos, que atacaron Rus de Kiev.

## Conquista bizantina de Bulgaria

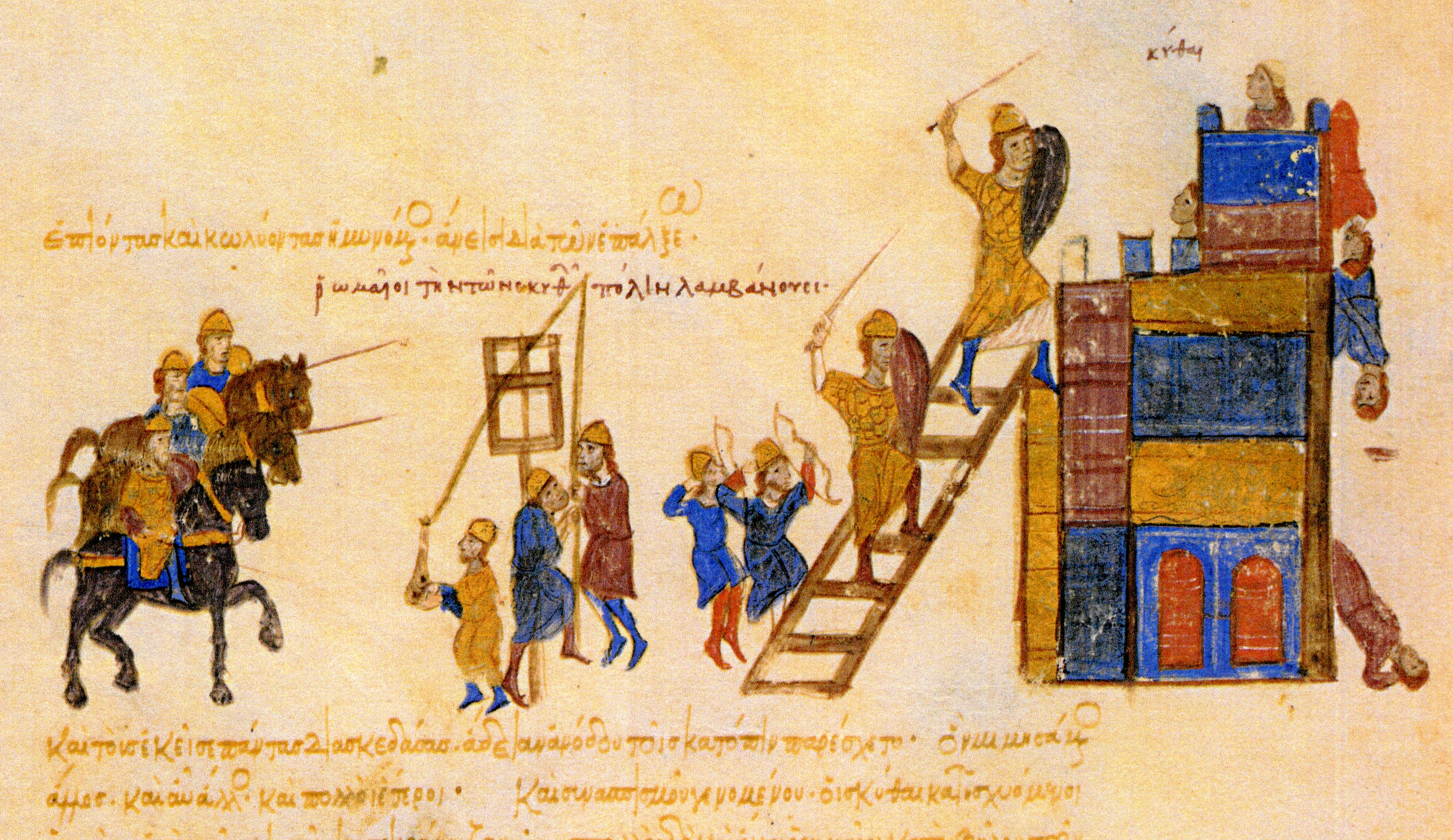
Los bizantinos saquean Preslav, capital búlgara

En 968, Boris II se dirigió a Constantinopla con el fin de negociar una nueva paz entre Bulgaria y Bizancio con Nicéfofo II Focas y en calidad de rehén honorífico. El propósito principal de este nuevo tratado era el de aunar fuerzas contra el Príncipe Sviatoslav I de Kiev. En 969, los kievanos derrotaron nuevamente a los búlgaros y Pedro I abdicó para ingresar en un monasterio. En circunstancias que aún no están claras, se autorizó a Boris II a regresar a Bulgaria para sustituir a su rey en el trono.
Boris II no pudo resistir el avance kievano y se vio obligado a aceptar a Sviatoslav I como aliado y convertirse en su marioneta, enfrentándose a los bizantinos. Un ataque kievano contra la Tracia bizantina fue detnido en 970 en Arkadioupolis, tras lo que el nuevo emperador bizantino Juan I Tzimisces avanzó hacia el norte. Al haber dejado indefensos los pasos de los Balcanes, los bizantinos penetraron en Moesia y sitiaron Preslav. Los bizantinos consiguieron incendiar los techos de los edificios de la ciudad y capturaron la fortaleza. Boris II se convirtió en rehén del emperador bizantino, que se lanzó en persecución de los rusos, poniendo sitio a Sviastoslav en Drăstăr (Silistra), mientras afirmaba actuar como aliado y protector del monarca búlgaro, al que trató con el preceptivo respeto. Tras firmar la paz con Sviatoslav y la vuelta de este a Kiev, el emperador entró triunfante en Constantinopla. Sin embargo, lejos de liberar Bulgaria, como había prometido, Tsimisces se llevó a toda la familia real búlgara y su tesoro imperial a la capital en 971. En una ceremonia oficial, Boris II fue ritualmente desposeído de sus atributos imperiales y nombrado magistros, un título oficial bizantino, en compensación. Las tierras búlgaras de Tracia y Moesia inferior pasaron al Imperio bizantino y fueron situadas bajo el control de gobernadores impuestos por Constantinopla.

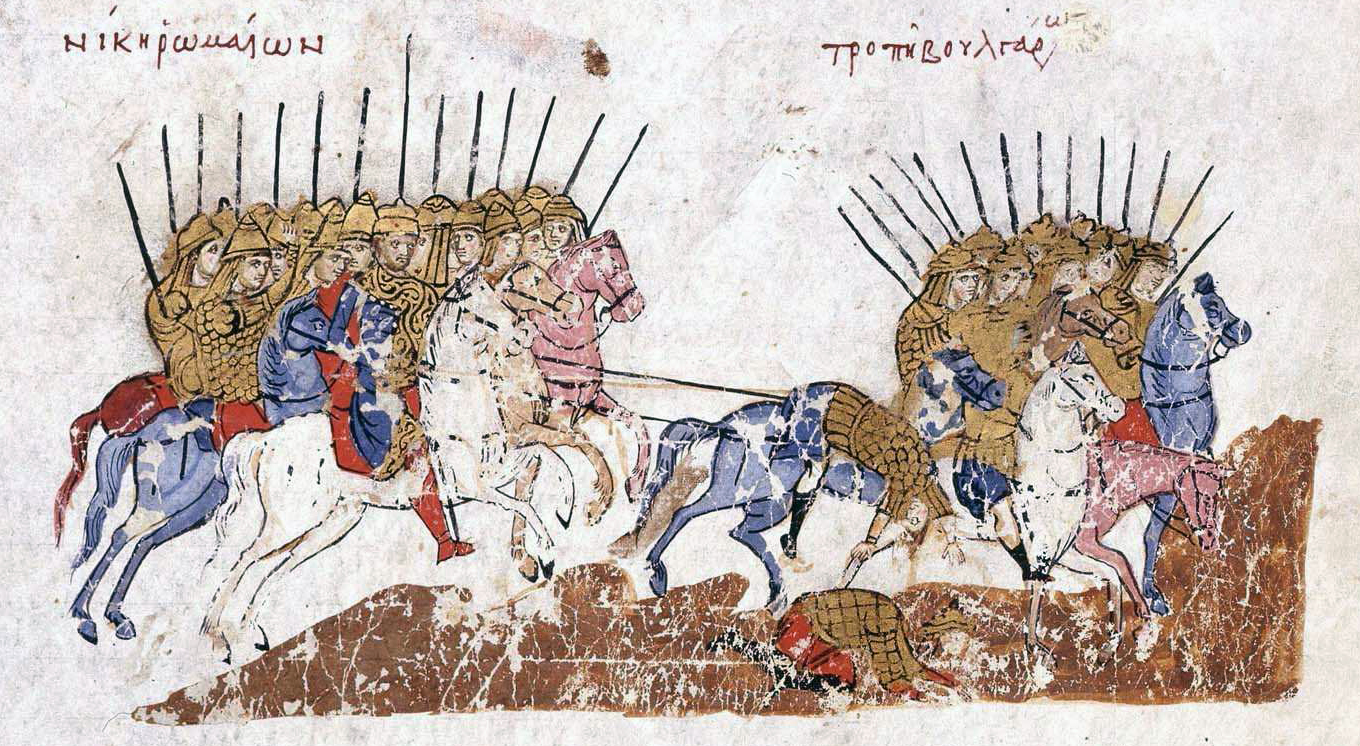
Victoria bizantina sobre los búlgaros, en el Madrid Skylitzes, finales del.

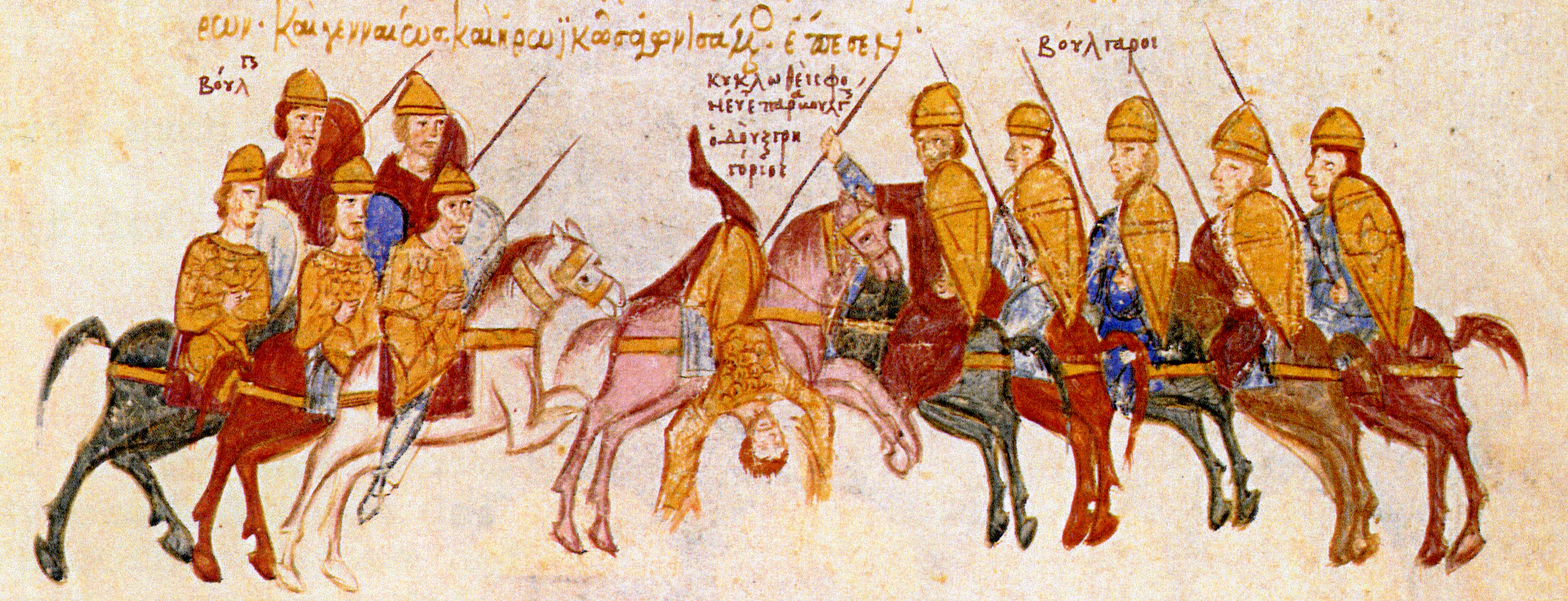
El ejército búlgaro conquista Edesa y asesina al gobernador.

Aunque la ceremonia de 971 pretendía ser un simbólico punto final del Imperio búlgaro, los bizantinos fueron incapaces de asegurar su dominio en las provincias occidentales de Bulgaria, que permanecieron bajo el control de sus propios gobernadores. Entre ellos emergió la poderosa familia de los Kometopouloi ("los hijos del Conde"), formada por cuatro hermanos: David, Moses, Aron y Samuel. El movimiento fue considerado una "revuelta" por el emperador bizantino, pero los rebeldes se consideraban a sí mismos regentes del cautivo Boris II. Cuando comenzaron los ataques búlgaros, el gobierno bizantino recurrió a una estrategia basada en socavar el liderazgo de la «revuelta». Esta consistía en dejar libres a Boris II y a su hermano Roman con la esperanza de que su llegada a Bulgaria creara enfrentamientos entre los notables búlgaros. En cuanto Boris y Roman penetraron en la zona controlada por los búlgaros en 977, Boris II fue atacado por una patrulla de vigilancia, al ser confundido por sus ropas con un noble bizantino. Su hermano Roman consiguió identificarse y fue debidamente aceptado como emperador. Sin embargo, su condición de eunuco (había sido castrado por los bizantinos), le impedía proporcionar herederos al trono, por lo que asoció a Samuel al trono como eventual heredero, falleciendo en 997.
Durante varios años, Samuel resistió los ataques bizantinos, que llegaron a controlar prácticamente a todo el país. Fue el único hombre capaz de derrotar en batalla al emperador bizantino Basilio II, cuando puso en fuga al ejército imperial en la batalla de las Puertas de Trajano. Basilio II salvó su vida por muy poco y, a partir de entonces, se centró en sus campañas orientales. La victoria de Samuel hizo que el papa Gregorio V le reconociera nuevamente como zar (emperador), siendo coronado en Roma en 997.
En 1002 estalló de nuevo la guerra con Bizancio, esta vez a gran escala. Los ejércitos de Basilio habían sido reforzados y el emperador estaba decidido a conquistar Bulgaria de una vez por todas. Para ello desplazó gran parte de los efectivos concentrados en oriente en su campaña contra los árabes al frente búlgaro. Samuel se vio obligado a retroceder hacia el interior de su territorio. Comenzó entonces a acosar a los bizantinos, esperando forzar a Basilio a negociar un acuerdo. Durante doce años, sus tácticas consiguieron conservar una Bulgaria independiente, y mantener alejado a Basilio de las principales ciudades como Ocrida.
Sin embargo, el 29 de julio de 1014, Basilio II consiguió arrinconar al grueso del ejército búlgaro en Clidio (o Belasitsa en la actual provincia de Blagoevgrad) y forzarlo a entrar en combate sin Samuel, ausente en aquel momento. La victoria bizantina fue aplastante, y según la leyenda, Basilio II ordenó cegar a los 14 000 prisioneros búlgaros, dejando tuertos a uno de cada cien para guiar a sus camaradas. Cuando Samuel vio llegar a su ejército se culpó de la derrota y murió al cabo de tres meses, el 6 de octubre. Esta historia es una invención posterior que dio lugar al apodo con el que Basilio II sería conocido a partir del siglo XII: el 'Matabúlgaros'.

### Iván Vladislav
El nuevo zar búlgaro Iván Vladislav reconstruyó las fortificaciones de Bitola en 1015 y sobrevivió a un intento de asesinato perpatrado por agentes bizantinos. Aunque las fuerzas de Basilio II saquearon Ocrida, no consiguieron conquistar Pernik y recibieron informaciones equivocadas de que Iván Vladislav estaba buscando ayuda de los pechenegos al igual que habían hecho sus predecesores.
Mientras los ejércitos griegos habían penetrado hasta el corazón de Bulgaria en 1016, Iván Vladislav consiguió reunir sus fuerzas y puso sitio a Dirraquio en el invierno de 1018, falleciendo en una batalla a las puertas de la ciudad. Tras su muerte, gran parte de la nobleza búlgara, incluyendo a su viuda María, se sometieron a Basilio II, a cambio de que este les garantizase sus vidas y propiedades. Una parte de la nobleza y el ejército se concentraron en torno a los hijos mayores de Iván Vladislav e iniciaron una resistencia que duraría algunos meses hasta que fueron finalmente forzados a someterse.

## Pedro Deljan

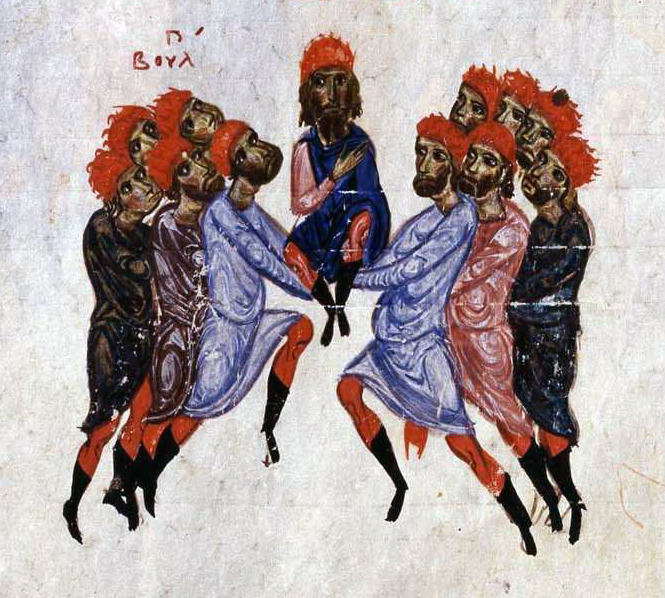
Proclamación de Pedro Deljan como emperador.

En 1040, los búlgaros, encabezados por Pedro Deljan iniciaron una rebelión contra el dominio bizantino debido a la sustitución del obispo fue proclamado emperador por los caudillos del alzamiento. El nuevo emperador consiguió tomar Niš y Skopje colaborando con Tihomir, que había encabezado otra revuelta en Durazzo y al que luego eliminó. Tras esta fase, Pedro II marchó sobre Tesalónica en busca del emperador Miguel IV, que se encontraba entonces allí. Miguel huyó, dejando su tesoro a un tal Miguel Ivac. Este último, posiblemente hijo de Ivac, general de Samuel de Bulgaria, entregó el grueso del tesoro a Pedro. Tesalónica permaneció en manos bizantinas, pero Macedonia, Durazzo y parte del norte de Grecia fueron capturadas por los ejércitos de Pedro Deljan. Esto inspiró nuevas revueltas eslavas contra el dominio bizantino en Epiro y Albania
Sin embargo, los éxitos de Pedro Deljan llegaron a su fin con la aparición en escena de su primo Alusian. Alusian era hijo de Ivan Vladislav, que había asesinado a Gabriel Radomir, padre de Pedro en 1015 y se unió a las filas de Pedro procedente de la corte bizantina, de la que había desertado. Alusian fue bien recibido por PPedro Deljan que le cedió un ejército para atacar Tesalónica. El sitio, sin embargo, fue levantado por los bizantinos y el ejército búlgaro derrotado y puesto en fuga. Alusian escapó por poco y regresó a Ostrovo. Una noche, aprovechando el estado de embriaguez en el gue se encontraba Pedro Deljan, Alusian le amputó la nariz y le cegó con un cuchillo de cocina. Teniendo en cuenta que era el único descendiente vivo de Samuel, fue proclamado emperador en lugar de Pedro Deljan por los soldados búlgaros, pero con la idea de pasarse nuevamente al bando bizantino. Mientras búlgaros y bizantinos se preparaban para la batalla, Alusian desertó y partió hacia Constantinopla, donde se le restituyeron sus honores y posesiones, y donde, en recompensa por sus servicios, le fue concedido el grado de Magistros.
Mientras tanto, aunque ciego, Pedro Deljan se puso nuevamente al frente de las tropas búlgaras mientras que Miguel IV, decidido a sacar tajad de la situación avanzaba contra él. Ambos ejércitos se encontraron en las cercanías de Ostrovo, en una batalla en la que los bizantinos derrotaron a los búlgaros y Pedro Deljan fue hecho prisionero y llevado a Constantinopla, donde fue posiblemente ejecutado.
Las sagas nórdicas hablan de la participación del futuro rey de Noruega Harald Hardråda, que supuestamente derribó a Pedro Deljan en el campo de batalla como miembro de la Guardia Varega. Esta tradición se ve avalada por una lacónica referencia en la denominada "Crónica Apócrifa Búlgara". En cualquier caso, Pedro Deljan habría fallecido en 1041.

## Constantino Bodin
Las tropas del recién coronado Constantino Bodin conquistaron Niš y Ohrid, pero sufrieron una aplastante derrota en el frente de Kastoriá. El contraataque bizantino conquistó Skopie con la ayuda de Jorge Voiteh, que traicionó en primer lugar a Bodin y luego intentó traicionar a los bizantinos, pero fracasó. En otra batalla, Bodin fue apresado por los bizantinos y enviado, junto con Jorge Voiteh, a Constantinopla. Voitekh falleció en el viaje, mientras que Pedro III languidecía en prisión, primero en Constantinopla y más tarde en Antioquía.

## Teodoro y el Segundo Imperio búlgaro
En 1185, Teodoro Asen y su hermano Iván se presentaron ante el emperador bizantino Isaac II Ángelo en Kypsela solicitando una Pronoia, pero su solicitud fue desdeñosamente rechazada e Iván Asen abofeteado en la discusión que siguió. Los ofendidos hermanos retornaron a Moesia y, aprovechándose del descontento causado por los elevados impuestos establecidos por el emperador para financiar su campaña contra Guillermo II de Sicilia y celebrar su matrimonio con Margarita de Hungría iniciaron un levantamiento contra los bizantinos.
En un primer momento, los rebeldes no fueron capaces de conquistar Preslav, la capital histórica de Bulgaria, pero establecieron su propia capital en Tărnovo, presumiblemente el centro de la revuelta. En 1186, los rebeldes fueron derrotados, pero Isaac II no supo aprovechar la victoria y regresó a Constantinopla. Con la ayuda de la población cumana que habitaba al norte del Danubio, Teodoro (ya proclamado emperador con el nombre de Pedro II de Bulgaria) e Iván Asen recobraron sus posiciones iniciales y se adentraron en Tracia. Cuando Isaac II Ángelo volvió a Moesia en 1187 no consiguió tomar ni Tarnovo ni Lovech, y firmó un tratado reconociendo al Segundo Imperio búlgaro que ninguna de las partes tenía intención de cumplir. Cuando la Tercera Cruzada, dirigida por el emperador Federico I Barbarroja cruzó tierras búlgaras de camino a Constantinopla, los representantes de Teodoro e Iván Asen se dirigieron a los cruzados ofreciéndoles ayuda militar contra Isaac II en Niš y nuevamente en Adrianópolis.

### Represalias de Isaac II
Tras el paso de la Tercera Cruzada, Isaac II decidió zanjar definitivamente el problema búlgaro. Se planteó una expedición a gran escala que alcanzó y sitió Tarnovo. A estas alturas, Pedro II había coronado a su hermano Iván como coemperador en 1189 y, sin abdicar, se había retirado a Preslav. Iván hizo correr el rumor entre los bizantinos de la inminente llegada de una gran ejército cumano para aliviar el sitio. Cuando los bizantinos se retiraban fueron emboscados en los pasos de los Balcanes e Isaac II escapó con vida por muy poco en 1190.
La victoria correspondió finalmente a los búlgaros, que capturaron las áreas de Sredec (Sofía) y Niš en 1191, Belgrado en 1195, y Melnik y Prosek en 1196, mientras que sus incursiones de saqueo llegaron alcanzar Serres por el sur. Cuando el ya emperador búlgaro Iván Asen I fue asesinado, su sucesor Kaloján mantuvo su agresiva política contra el Imperio bizantino, aliándose con Ivanko, el asesino de Iván Asen I y que había entrado al servicio de Bizancio en 1196, llegando a gobernador de Filipópolis (Plovdiv). Otro aliado de Kaloján fue Dobromir Hriz (Chrysos), que gobernaba el área de Strumica. La coalición se disolvió rápidamente, en cuanto los bizantinos derrotaron a Ivanko y a Dobromir. Por otra parte, Kaloján conquistó Konstanteia (Simeonovgrad) en Tracia y Varna a los bizantinos en 1201, así como gran parte de la Macedonia Eslava en 1202.

## Ascensión del Imperio Latino
La guerra entre búlgaros y bizantos fue detenida en 1204 cuando los integrantes de la cuarta cruzada tomaron Constantinopla y crearon el Imperio latino, eligiendo emperador a Balduino de Flandes. Aunque Kaloján había ofrecido su ayuda a los cruzados, su oferta fue despreciada y los nuevos gobernantes de Constantinopla proclamaron sus intenciones de conquistar todas las tierras pertenecientes al antiguo Imperio bizantino, incluyendo territorios controlados por Kaloján. El inevitable conflicto estalló cuando la aristocracia bizantina de Tracia se rebeló contra el dominio latino en 1205, solicitando la ayuda de Kaloján y ofreciéndole su sumisión.

### Guerras latinas
Aunque búlgaros y bizantinos se dedicaron principalmente a combatir a los latinos entre 1204 y 1261, ambos bandos aún tenían cuentas pendientes entre sí. Pese a la inicial satisfacción por los éxitos búlgaros contra los latinos, la aristocracia bizantina comenzó pronto a conspirar contra sus nuevos gobernantes. Kaloján también modificó su actitud, mostrándose implacable contra sus antiguos aliados, adoptando el sobrenombre de Rōmaioktonos ("matarromanos"), como lo hiciera años atrás el emperador bizantino Basilio II Boulgaroktonos ("matabúlgaros"). Pero, en general, las relaciones entre Bulgaria y el Imperio de Nicea, el más poderoso estado bizantino, se mantuvieron sólidas. La alianza entre ambos estados culminó con el matrimonio de Elena, hija del emperador búlgaro Iván Asen II con el futuro Teodoro II Láscaris, hijo del emperador bizantino Juan III Ducas Vatatzés de Nicea. Esta unión dinástica se produjo en 1235, coincidiendo con la restauración del Patriarcado de Bulgaria consentido por los patriarcas orientales. Posteriormente, los búlgaros retiraron su apoyo tanto al Imperio de Nicea como al Latino, ya que ambos estaban demasiado ocupados luchando entre sí como para pensar en atacar Bulgaria.

## Las guerras civiles búlgaras

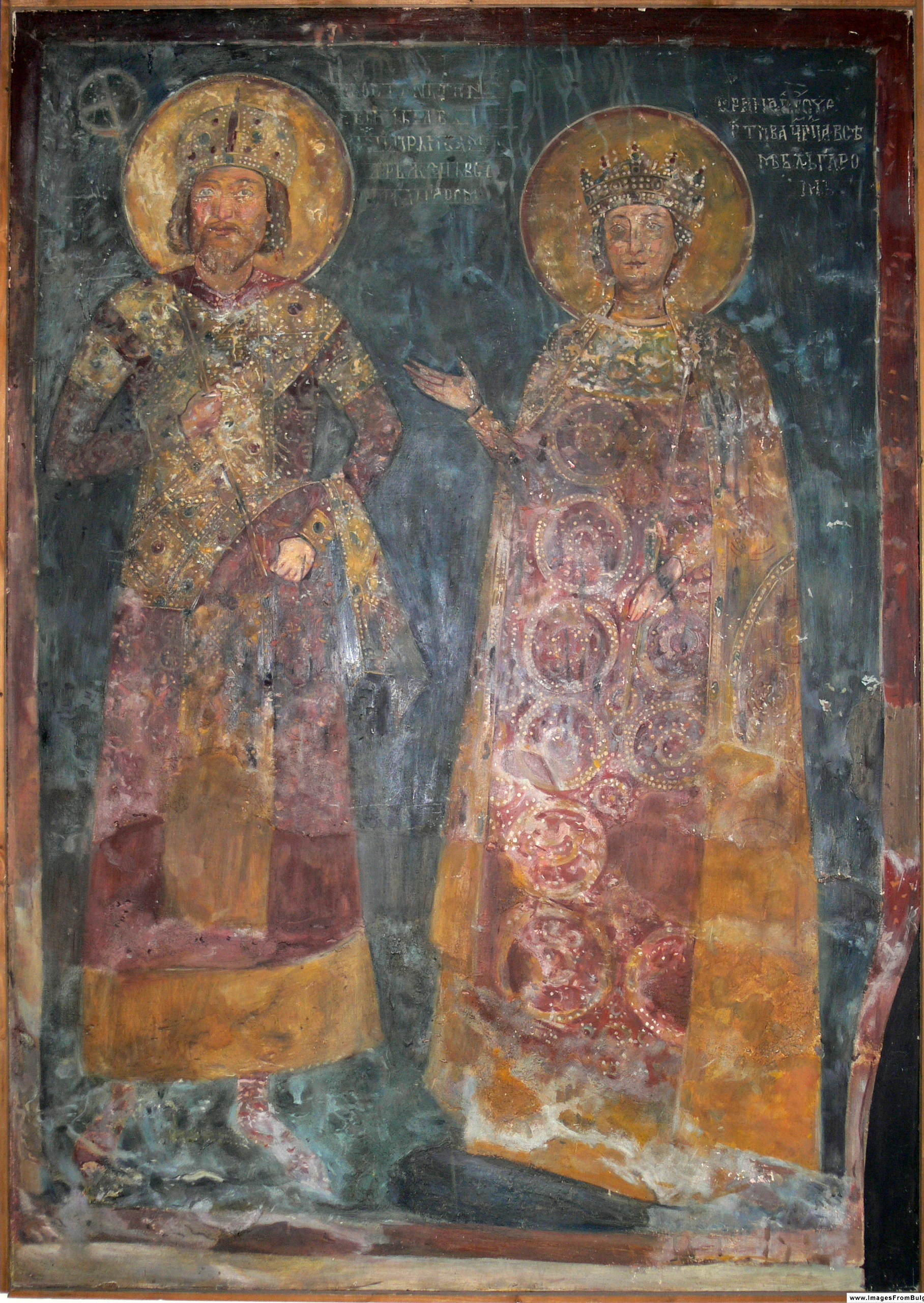
Constantino Tikh, emperador de Bulgaria (1257-1277).

Poco después de que el Imperio bizantino fuera restaurado bajo el mando de Miguel VIII Paleólogo, estalló una guerra civil en Bulgaria. Los bizantinos apoyaban a Ivan Asen III, y a tal efecto enviaron varios ejércitos para intentar consolidar el acceso de Miguel Asen al trono búlgaro por delante de Ivailo, el vigente monarca búlgaro. Aunque Ivailo rechazó varios de estos intentos, se vio bloqueado durante tres meses en Drăstăr (Silistra) por los aliados mongoles de Miguel VIII. Mientras tanto, un ejército bizantino puso sitio a Tărnovo, la capital búlgara, y, ante el rumor de la muerte de Ivailo en batalla, la nobleza local se rindió y aceptó a Iván Asen III como emperador en 1279.
Poco después, aún en 1279, Ivailo apareció repentinamente ante Tărnovo con su ejército, pero no logró tomar la ciudad. Consiguió derrotar a un ejército bizantino cerca de Varna y a otro en los pasos de los Balcanes. Desprovisto de apoyo, Ivan Asen III huyó, mientras que su cuñado Jorge I ocupaba el trono. El nuevo soberano unió temporalmente a la aristocracia e Ivailo fue perdiendo apoyos gradualmente.

## Guerra bizantina de Teodoro Svetoslav
Durante el siglo XIII tanto el Imperio búlgaro como el Bizantino estaban empezando a declinar, y buscaban con frecuencia el apoyo del otro para protegerse de enemigos comunes más poderosos, como la Horda de Oro y los turcos. Sin embargo, en 1301, el nuevo emperador búlgaro Teodoro Svetoslav mantuvo varias contiendas con los bizantinos. La primera, en 1302 tuvo su origen en el intento del anterior emperador Miguel Asen II de reconquistar el trono búlgaro con apoyo bizantino. Teodoro repelió esta amenaza y, confiando en sus éxitos, inició un contraataque en 1303 que le llevaría a conquistar las fortalezas del nordeste de Tracia, incluyendo Mesembria (Nesebar), Ankhialos (Pomorie), Sozopolis (Sozopol), y Agathopolis (Ahtopol) en 1304. El contraataque bizantino fue neutralizado en la batalla de Skafida, cerca de Sozopolis, donde el coemperador Miguel IX Paleólogo fue puesto en fuga. La guerra continuó, con Miguel IX y Teodoro Svetoslav saqueando los territorios del otro. En 1305, Aldimir, tío de Teodoro, entró inició negociaciones con Bizancio y su sobrino se anexionó sus territorios. En 1306, Teodoro consiguió contratar los servicios de mercenarios alanos bizantinos y los asentó en Bulgaria; negoció igualmente con los almogávares de la Compañía Catalana, que se habían rebelado contra sus empleadores bizantinos. Finalmente, en 1307 se puso fin a la guerra, sellando el tratado con el compromiso del emperador búlgaro con Teodora, hija del coemperador Miguel IX Paleólogo.

## Jorge Terter II
Después del fallecimiento de su padre en 1322, Jorge Terter II se implicó en las guerras civiles bizantinas, donde Andrónico II Paleólogo se disputaba el trono con su nieto Andrónico III Paleólogo. Aprovechándose de la situación, el monarca búlgaro invadió la Tracia bizantina sin encontrar resistencia y capturó la ciudad de Filipópolis (Plovdiv) y sus alrededores en 1322 o 1323. Un contingente búlgaro fue instalado allí bajo el mando del general Ivan el Ruso, mientras que un escriba de la corte, menciona a Jorge Terter II como el "dueño de los cetros búlgaro y griego". Una nueva campaña en ese mismo año consiguió rendir varias de las fortalezas que rodeaban Adrianópolis, pero los búlgaros fueron derrotados finalmente por Andrónico III, que se disponía a invadir Bulgaria cuando se produjo el fallecimiento de Jorge Terter II.

## Miguel Asen III
A la muerte de Jorge Terter II le siguió un breve período de confusión e incertidumbre, que fue aprovechado por el emperador bizantino Andrónico III Paleólogo. Los bizantinos asaltaron el noroeste de Tracia y capturaron varias ciudades importantes. Por la misma época, el candidato bizantino al trono búlgaro, Voisil, hermano del anterior emperador búlgaro Smilets se rebeló en Krăn, haciéndose con el control del valle situado entre los montes Balcanes y los Sredna Gora. En este punto, el recién elegido emperador búlgaro, Miguel III Asen marchaba al sur para encontrarse con Andrónico III, mientras que otro ejército bizantino ponía sitio a Filipópolis (Plovdiv).
Aunque Miguel Asen III logró forzar la retirada de Andrónico III, los bizantinos conquistaron Filipópolis mientras los búlgaros efectuaban el relevo de las tropas. Pese a esta derrota, Miguel Asen III consiguió expulsar a Voisil y recobrar el control sobre Tracia septentrional y noreste en 1324. Esto fue confirmado por un tratado de paz con Bizancio, sellado con el matrimonio entre Miguel III Asen y Teodora Palailogina, hermana del emperador, que había sido esposa de Teodoro Svetoslav de Bulgaria.

### Guerra civil bizantina
En 1327 Miguel III Asen se implicó en la nueva guerra civil que se vivía en el Imperio bizantino, tomando el partido de su cuñado Andrónico III Paleólogo, mientras que su abuelo y rival Andrónico II Paleólogo conseguía el apoyo de Serbia. Andrónico III y Miguel Asen III se entrevistaron y acordaron una alianza agresiva contra este último estado.
Sin embargo, Miguel Asen III inició igualmente negociaciones con Andrónicos II, ofreciendo apoyo militar a cambio de dinero y de la cesión de tierras fronterizas. El búlgaro envió un destacamento en apoyo de Andrónico II, pero con la misión real de capturar al emperador bizantino. Advertido por su nieto, Andrónico II mantuvo prudentemente alejados a los búlgaros de la capital y de su persona.
Una vez descubierto su plan, Miguel Asen III trató de recuperar algunas tierras por la fuerza, pero tuvo que retirarse ante el avance de Andrónico III. Otro despliegue frente a Adrianópolis en 1328 concluyó sin batalla y con la renovación del tratado de paz, tras lo que el emperador búlgaro regresó a su país, no sin asegurarse una buena paga.

## Ivan Alejandro y la defensa de Bulgaria

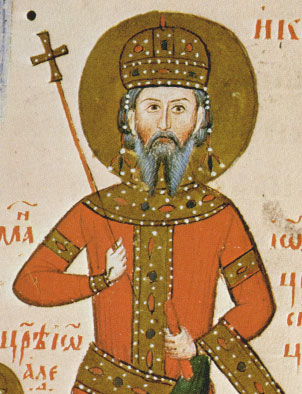
Iván Alejandro de Bulgaria

A principios de la década de 1340 las relaciones con el Imperio bizantino experimentaron un deterioro temporal. Iván Alejandro exigía la extradición de su primo Shishman, uno de los hijos de Miguel Asen III, amenazando a los bizantinos con la guerra. Esta demostración de fuerza fracasó en cuanto los bizantinos enviaron contra él la flota de su aliado Umur Beg, emir turco de Esmirna. Tras desembarcar en el Delta del Danubio, las tropas turcas se lanzaron al pillaje y atacaron las ciudades búlgaras vecinas. Forzado a reducir sus peticiones, el zar búlgaro invadió nuevamente territorios del Imperio bizantino a finales de 1341 con la excusa de haber sido llamado por los habitantes de Adrianópolis. Sin embargo, fue derrotado en dos ocasiones por las tropas turcas aliadas de Bizancio.
Entre 1341 y 1347, el Imperio bizantino se vio sacudido por una segunda guerra civil entre los regentes de Juan V Paleólogo y su supuesto guardián Juan VI Cantacuceno. Los vecinos de Bizancio trataron de sacar provecho de esta situación, y mientras Esteban Uroš IV Dušan de Serbia se aliaban con Cantacucenos, Iván Alejandro apoyaba a los regentes de Juan V Paleólogo. Aunque los dos dirigentes balcánicos se situaron en bandos contrarios, mantuvieron sus propias alianzas. Como precio por el apoyo del búlgaro, la regencia de Juan V le cedió Filipópolis y otras nueve importantes fortalezas en los montes de Ródope en 1344.

## Caída de Bulgaria y Bizancio
En 1422, Bulgaria fue conquistada por los turcos otomanos, y Constantinopla cayó en poder de los mismos en 1453. A partir de entonces, ambos estados pasaron a formar parte del Imperio otomano, lo que puso fin a la larga serie de enfrentamientos entre Bulgaria y el Imperio bizantino.